# 中国民主同盟青海省委员会
中国民主同盟青海省委员会，简称民盟青海省委，是中国民主同盟在青海省的地方组织。